# Рашайда
Рашайда («рашаайда», араб. بني رشيد‎, араб. الرشايدة‎) — арабоязычный народ, который проживает преимущественно в Эритрее и северо-восточном Судане. Разговаривают на хиджазском диалекте арабского языка (небольшая часть знает тигре), связанные с бедуинским населением Саудовской Аравии.
Рашайда мигрировали из Аравии в Эритрею и Судан в 1846 году в результате межэтнических конфликтов у себя на родине. Сейчас рашайда остаются последним преимущественно кочевым народом Эритреи. Подавляющее большинство представителей этноса относится к суннитской ветви ислама, лишь небольшая доля является христианскими прихожанами. «Рашайда» означает беженец. Подавляющее большинство — неграмотны. Занимаются рашайда разведением коз и овец, имеют доходы от сбыта ювелирных украшений.
В середине XIX века большая часть племени мигрировала в Эфиопию и Судан. Однако часть представителей этого племени проживают до сих пор в Саудовской Аравии. Переселенцы в Африку из этого племени сохраняют кочевой образ жизни и свои традиции, украшения племени Рашайда по обе стороны Красного моря практически идентичны.